# 김명길 (축구 선수)
김명길 (金明吉, 1984년 10월 16일 ~ )은 조선민주주의인민공화국의 축구 선수이다. 포지션은 골키퍼로, 2010년 FIFA 월드컵에 최종 엔트리에 포함되었지만, 본선 경기에서 기용되지는 않았다.